# Chalcides striatus
Chalcides striatus — вид ящірок із крихітними ніжками родини Scincidae. Він зустрічається на Піренейському півострові, півдні Франції та частині північно-західної Італії. Його природними середовищами існування є помірні ліси, помірні чагарники, чагарникова рослинність середземноморського типу, помірні луки, піщані береги, орні землі, пасовища та сільські сади. Вперше його описав у 1829 році французький натураліст Жорж Кюв'є. Родова назва походить від грецького «chalcides», що означає «мідь», а видова назва походить від латинського «striatus», що означає «смуга».

## Опис
Цей сцинк зовні схожий на змію, за винятком наявності двох пар крихітних 3-палих кінцівок. Він має невелику голову і товсту шию і досягає довжини близько 43 см. Він гладкий і блискучий, сріблястого чи бронзового кольору з приблизно десятьма тонкими поздовжніми темними лініями, що проходять уздовж тіла. Голова зазвичай темніша за тіло. Його можна відрізнити від дуже схожого італійського трипалого сцинка (Chalcides chalcides) за тим, що його кінцівки трохи більші, ніж у цього виду, а три пальці на задніх лапах мають однакову довжину.

## Поширення і середовище проживання
Батьківщиною західного трипалого сцинка є південно-західна частина Європи. Його ареал включає Лігурію на крайньому північному заході Італії, південь Франції, Іспанію та Португалію. Здається, він відсутній у східній Іспанії, і є окремі популяції поблизу Бордо на південному заході Франції. Висота проживання: до 1800 м над рівнем моря. Його типове середовище існування – вологі, але сонячні ділянки з густою низькою рослинністю, як-от луки, береги струмків, болота, трав'янисті схили та живоплоти. У західній частині свого ареалу, біля Атлантичного океану, він може населяти більш сухі пустищі з низьким чагарником і дроком.

## Поведінка
Західний трипалий сцинк може рухатися лише повільно, використовуючи свої крихітні кінцівки, але також може просуватися зі значно більшою швидкістю, коливаючи своїм тілом з боку в бік, подібно до змії. Взимку впадає в сплячку глибоко під землею, а пізно навесні виходить назовні. Він дуже скритний і, якщо його потурбувати, ховається в густій рослинності, під камінням або у вже наявних норах. Харчується великим різноманіттям безхребетних.
Самці збираються під час сезону розмноження і можуть битися або їсти інших. Після двох-трьох місяців вагітності самиця народжує до п'ятнадцяти живих дитинчат, кожен розміром ≈ 10 см при народженні. Самиця іноді гине під час цього процесу. Молодняк досягає зрілості за три-чотири роки.